# Rebeca Matte
Rebeca Matte Bello (Santiago, 29 de octubre de 1875-París, 15 de mayo de 1929) fue una mujer chilena, la primera que abrazó el oficio de escultora. Fue una artista independiente que, sin embargo, coincidió con la Generación Académica de fines del siglo XIX, debido a la concepción estética de su obra, el valor del tema y un gran dominio de la técnica en el uso de materiales nobles. Fue nombrada profesora de la Academia de Bellas Artes de Florencia, cargo que nunca antes había sido otorgado a un extranjero y menos a una mujer.

## Biografía

### Estudios y familia
Rebeca fue la única hija del destacado político, y ministro del Estado chileno Augusto Matte Pérez y de Rebeca Bello Reyes. Su madre al dar a luz enloqueció, quedando sumida en una amnesia total de la cual nunca se repuso. La pequeña Rebeca se educó entonces en casa de su abuela materna Rosario Reyes Gómez, viuda de Juan Bello Dunn.
Su padre murió en Berlín en el año 1913. Sus restos descansan junto a los de su esposa en un monumento ideado por su hija y en cuya puerta se exhibe la estatua del Dolor, una de las más atrevidas concepciones de la escultora.
Rebeca se educó rodeada de intelectuales, ya que a la casa de su abuela concurrían destacados hombres de la época como José Victorino Lastarria, los hermanos Amunátegui Aldunate y Alberto Blest Gana, entre otros.
Inicia sus estudios de escultora en Roma, Italia. Más adelante se traslada a París e ingresa en la Académie Julian donde estudia con Denys Puech y Paul Dubois. De esta época juvenil surgieron importantes obras que destacan por su fuerte acento dramático. También durante este período contrae tuberculosis, enfermedad que le acarrearía un gran dolor.
En 1900 y 1901, Rebeca Matte recibe sus primeras medallas y distinciones en Europa y en Chile; en esos años se casó con el joven diplomático Pedro Felipe Íñiguez Larraín. De este matrimonio nació Eleonora Íñiguez Matte (1902-1926), más conocida como "Lily", fuente de inmensa alegría para la escultora y cuya crianza la mantuvo alejada de los talleres por varios años.
Hacia 1908, Rebeca Matte retomó su trabajo de escultora y produjo una serie de obras en mármol y bronce que destacan por su madurez y técnica. Tras breves estancias en Chile, la artista se estableció en Florencia. A lo largo de su carrera, trabajó la talla directa del mármol y el vaciado en bronce.
En 1918 la Academia de Bellas Artes de Florencia la distingue con el cargo de Profesora Honoraria.

## Obras
En 1908 el Gobierno chileno le encarga una escultura para ser donada al Palacio de la Paz que se comenzaba a construir en La Haya, esta escultura fue instalada en el año 1914 justo antes del inicio de la Primera Guerra Mundial y paradójicamente se le conoce como La Guerra. Este monumento de Rebeca Matte desató la musa de varios escritores y poetas italianos y norteamericanos.
En 1920, el Gobierno chileno le encarga el monumento a los Héroes de La Concepción, emplazado en la avenida Libertador Bernardo O'Higgins, y que, según la mayoría de los críticos de arte, es una de las esculturas más bellas con que cuenta la ciudad de Santiago. 

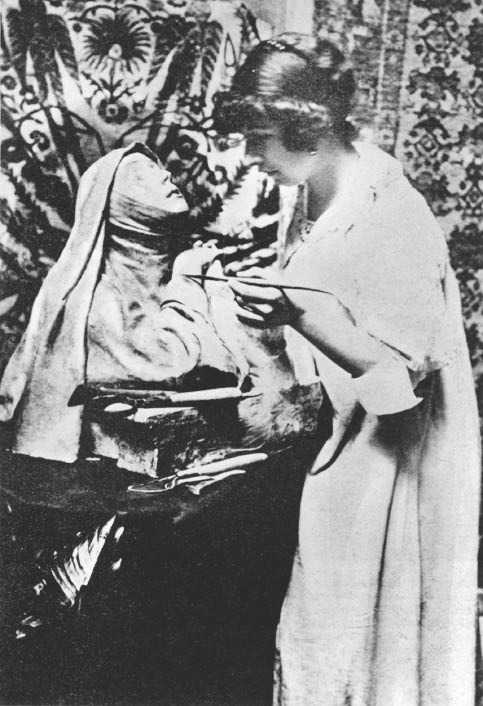
Rebeca Matte dando sus últimos toques a la escultura “Santa Teresa”, París, 1907.

Destacan además, Ícaro y Dédalo donada por su esposo al Museo Nacional de Bellas Artes en el año del fallecimiento de la artista e instalada en el frontis del Museo en el año 1930; esta escultura lleva inscrita la frase Unidos en la gloria y en la muerte. Existen al menos dos réplicas de la misma escultura que tiene diferentes nombres, ya que el gobierno de Chile encargó a la artista la ejecución de esta obra con el objeto de obsequiarla a Brasil en el día del Centenario de su Independencia. La entrega y la inauguración de la misma se efectuaron en el año 1922 en la Plaza Mauá de Río de Janeiro y lleva el nombre de Aviadores. Posteriormente fue trasladada al frontis de la Universidade da Força Aérea en Campo dos Afonsos, Río de Janeiro. Otra de sus obras es El Eco, también ubicada en el Museo Nacional de Bellas Artes.

## Alejamiento del arte
Durante su estadía en Florencia se manifestó con más violencia la tuberculosis de su hija Lily, que ella le había contagiado. Trasladada a un Sanatorio en los Alpes suizos, la joven finalmente falleció en 1926, dejando a su madre sumida en el mayor de los sufrimientos. Rebeca Matte no volvió a crear y dedicó los últimos años de su vida a editar los versos que había escrito su hija y a fundar varias instituciones de beneficencia en su nombre.

### Muerte
Murió a los 53 años de edad, en París, el 15 de mayo de 1929. Por esas fechas, el gobierno de Italia solicitó una de sus obras para depositarla en el Palacio Pitti, en Florencia. Fue sepultada en el Cementerio General de Santiago.

## Homenajes
En 1922 el Ministerio de Educación creó la distinción Rebeca Matte, en reconocimiento a la escultora más importante y talentosa de la historia del arte chileno.
Entre 1958 y 1962, la Fundación de Vivienda y Asistencia Social construye la población "Rebeca Matte" en la comuna de Ñuñoa, a un costado del Estadio Nacional.

## Obras de Rebeca Matte

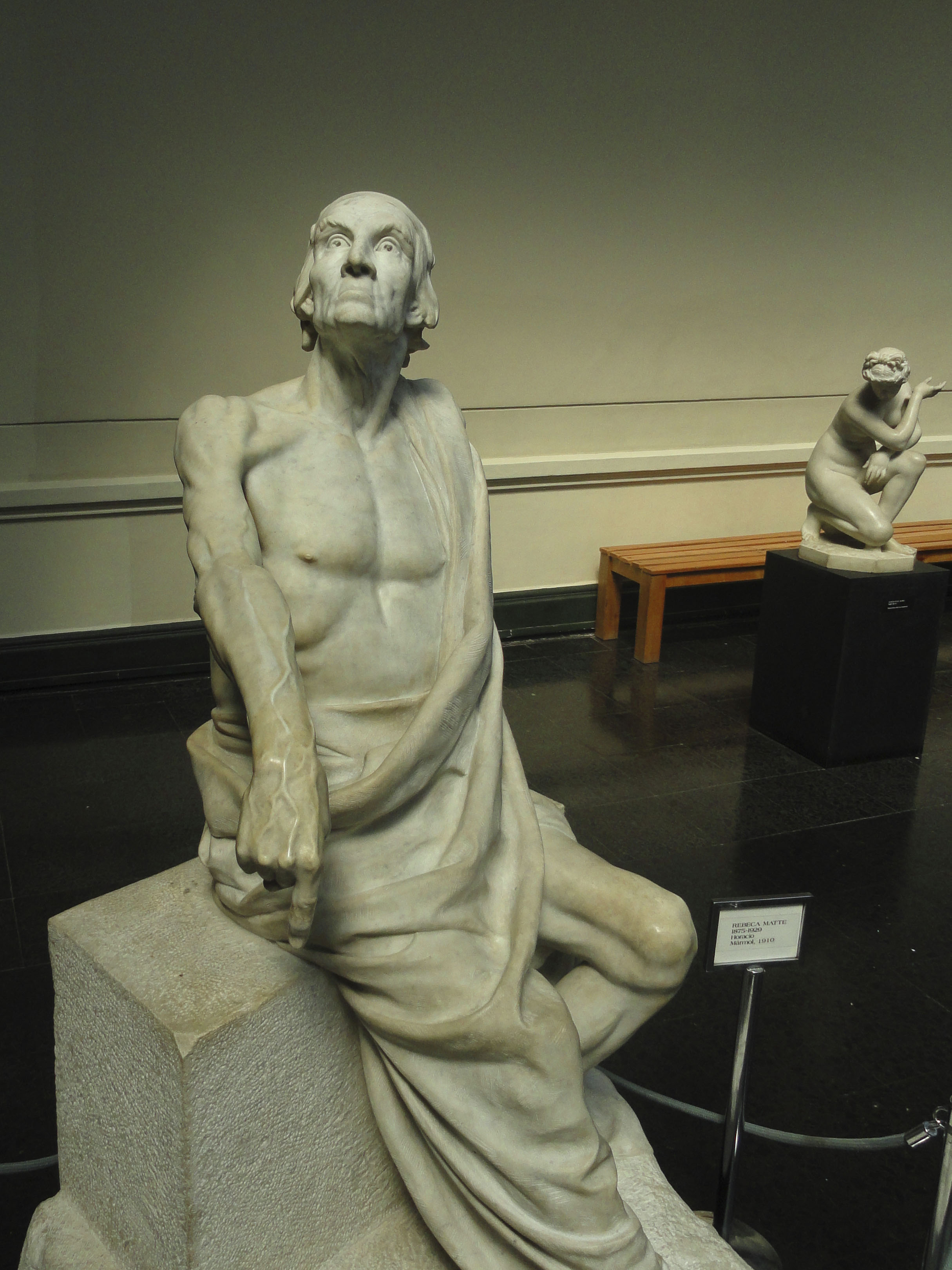
Horacio (escultura, mármol - 1910) Museo Nacional de Bellas Artes (Chile)

- Unidos en la gloria y en la muerte (Ícaro y Dédalo), 1922, Bronce, 200 cm de alto, Museo Nacional de Bellas Artes, Chile. (Réplica realizada por el francés Carlos Vignali)
- Horacio, mármol, 200 cm de alto, Museo Nacional de Bellas Artes, Chile.
- El eco, mármol, 142 cm de alto, Museo Nacional de Bellas Artes, Chile
- Crudo invierno, 1912, bronce, 60 cm de alto, Museo Nacional de Bellas Artes, Chile.
- Militza, mármol, 155 cm de alto, Museo de Arte y Artesanía de Linares, Chile.
- La guerra, 1914, Palacio de la Paz de La Haya, Holanda.
- Tristeza, mármol, Galería Pitti, Florencia, Italia.
- Homenaje a los héroes de la Concepción, 1920, bronce, Avda. Libertador Bernardo O'Higgins, Santiago, Chile.
- Los aviadores, 1923, bronce, Plaza Mauá, Río de Janeiro, Brasil.
- Ulises y Calipso, 1925, mármol, Hall del Club de La Unión, Santiago, Chile. A partir de agosto de 2022 y por el plazo de 10 años, se exhibe en comodato en el Museo de Bellas Artes.[2]
- Mi hija, mármol, Cementerio General, Santiago, Chile.
- Dolor, mármol, Cementerio General, Santiago, Chile.

## Galería de algunas esculturas

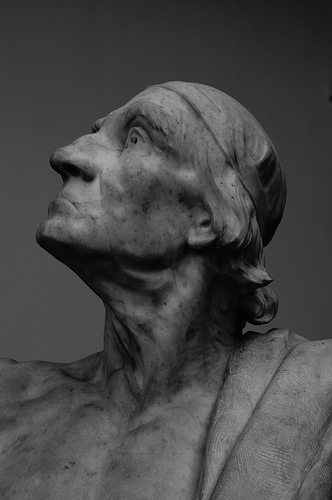
Horacio (detalle)
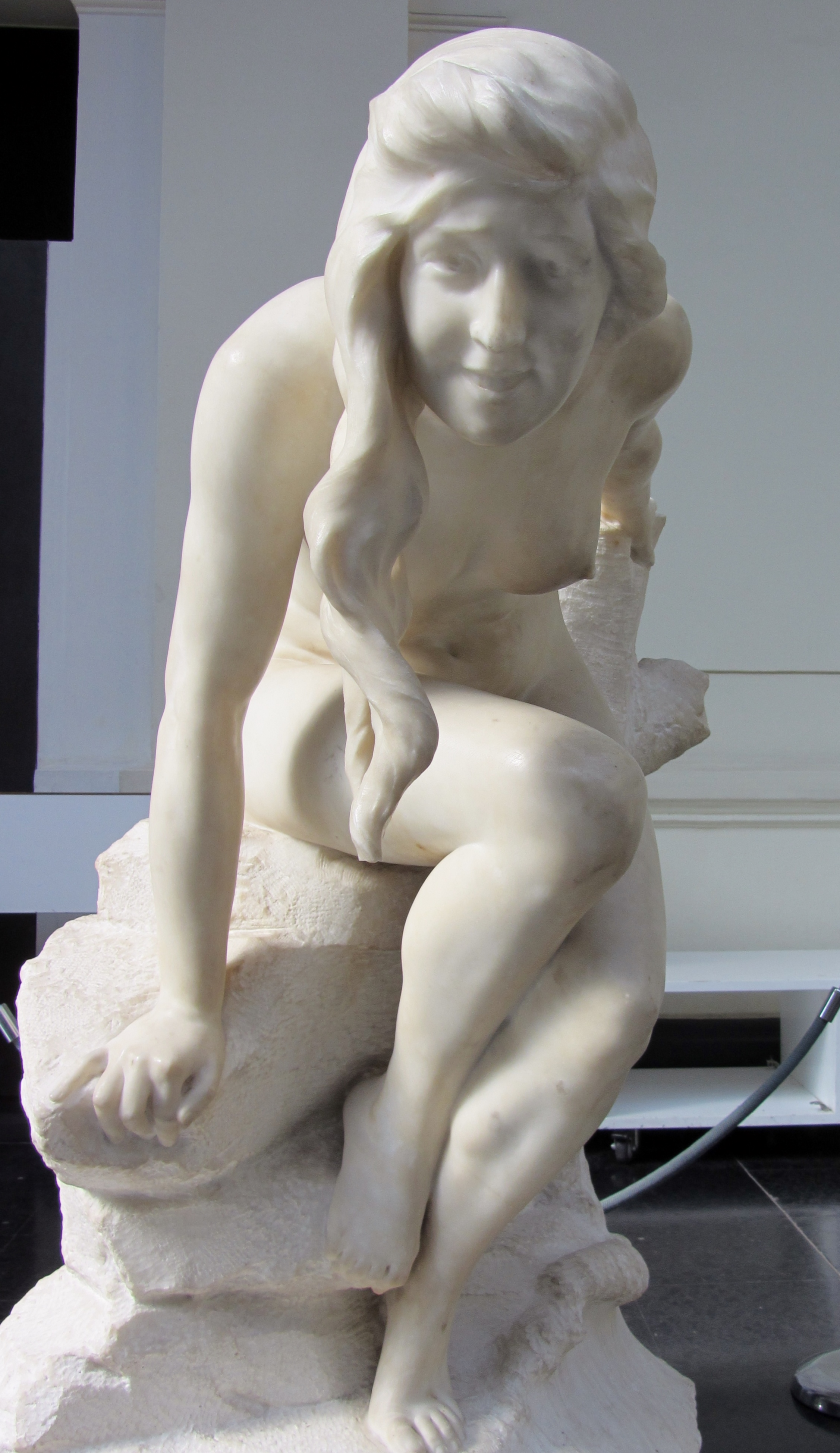
El eco o El encantamiento
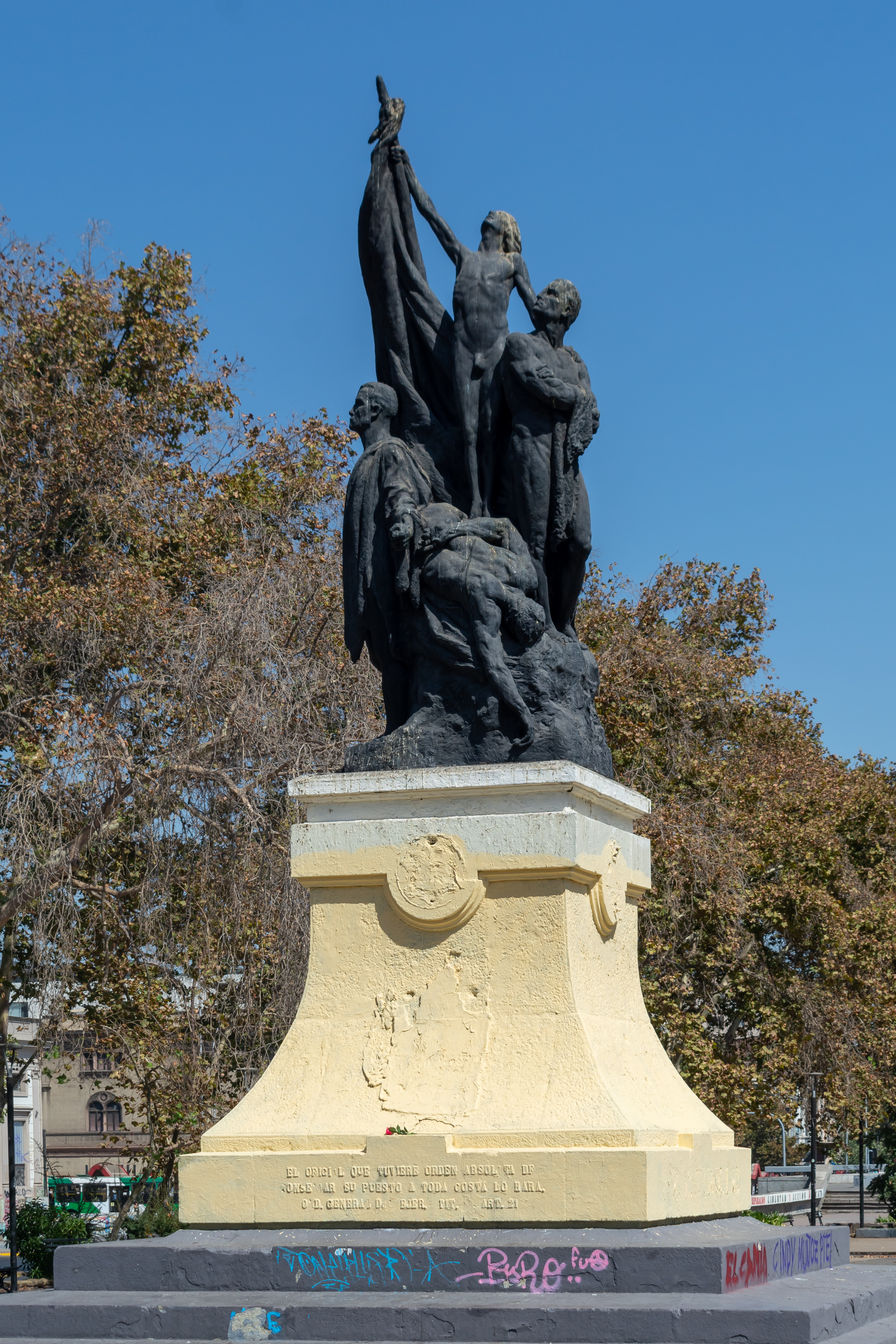
Monumento a Héroes de La Concepción
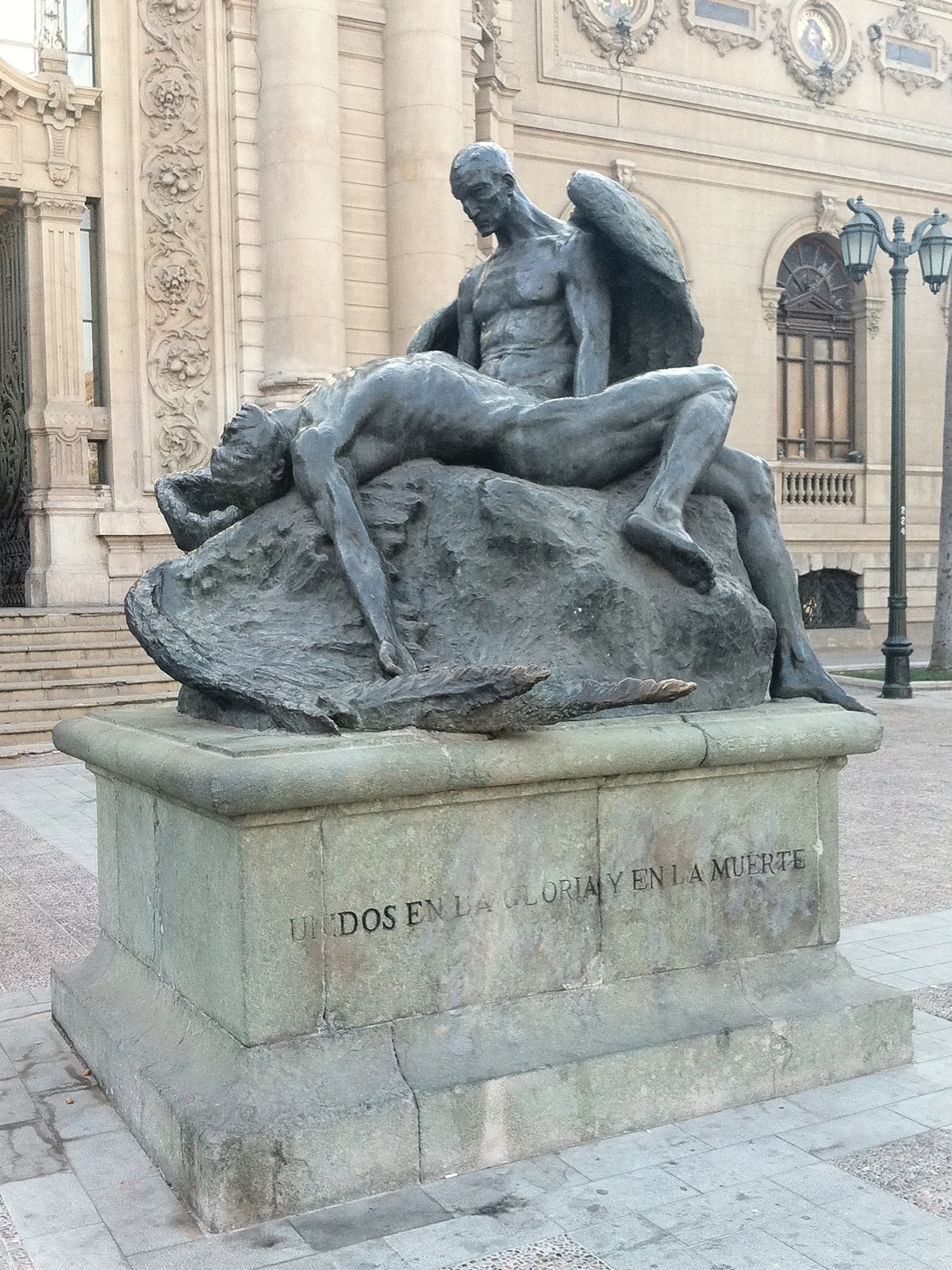
Unidos en la gloria y en la muerte
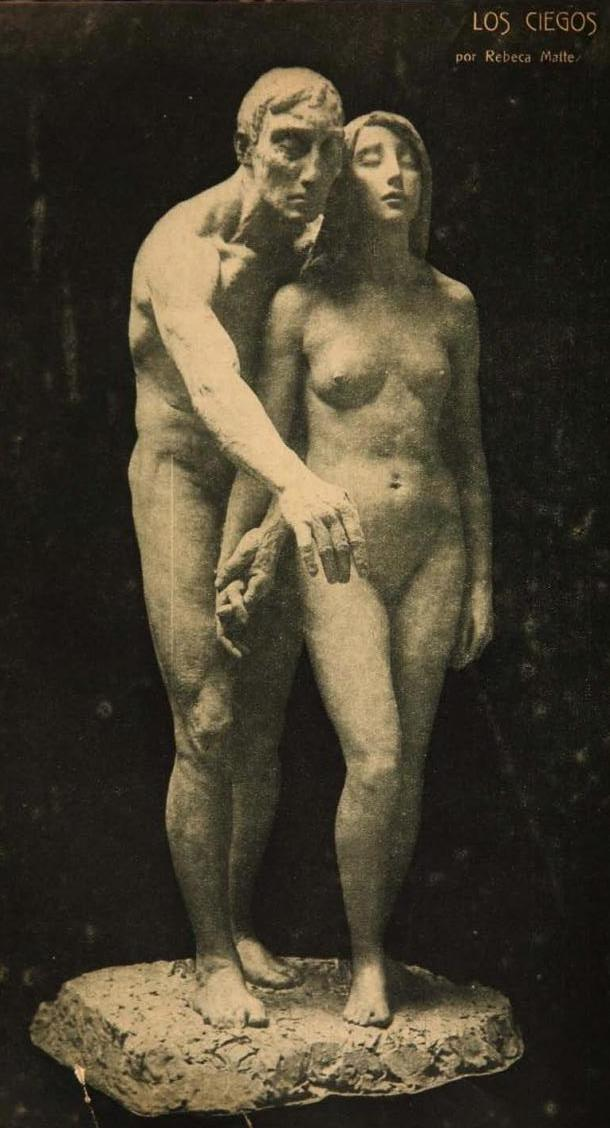
Los ciegos
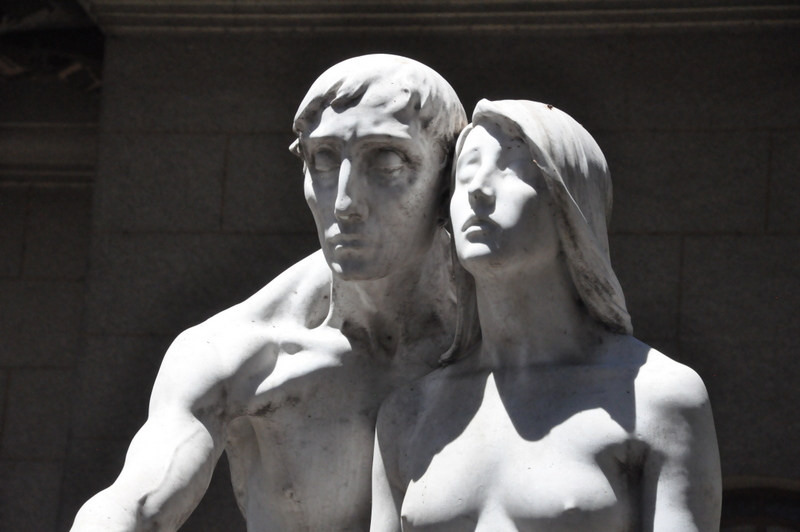
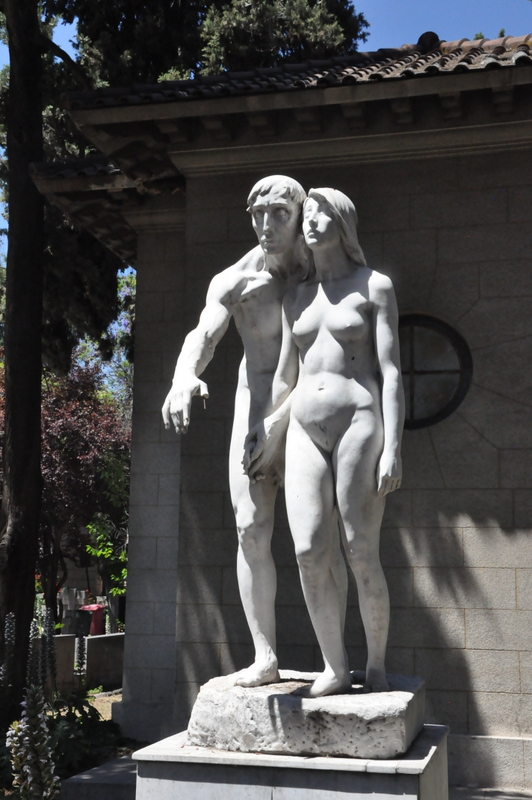
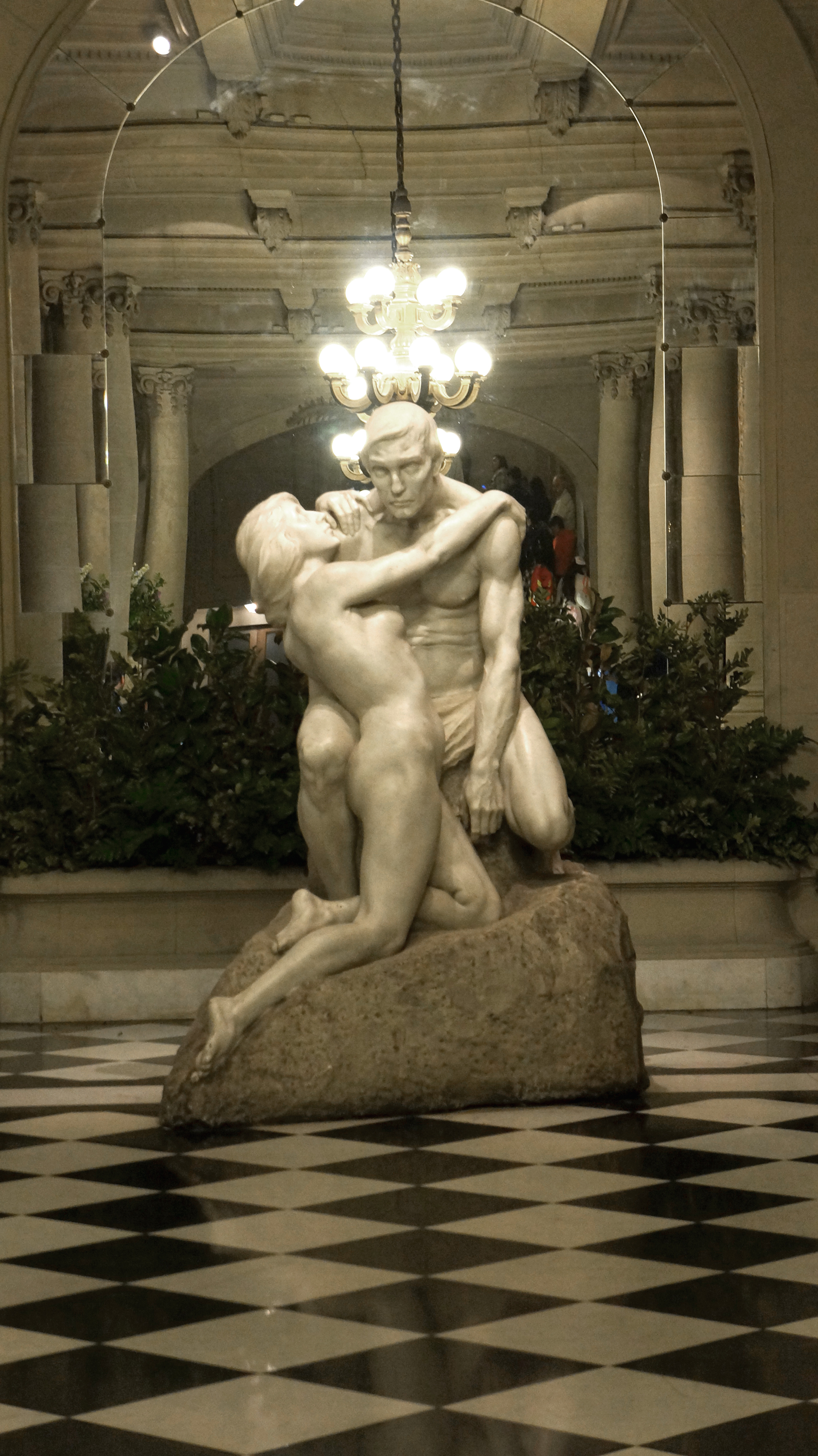
Ulises y Calipso